# Stanisław Kostka Potocki
Il conte Stanisław Kostka Potocki (Lublino, 20 novembre 1755 – Wilanów, 14 settembre 1821) è stato uno scrittore, archeologo e pubblicista polacco.

## Biografia
Egli era figlio del voivoda di Leopoli, il conte Eustachy Potocki, era fratello di Roman Ignacy Potocki ed apparteneva ad una delle più antiche famiglie dell'alta nobiltà polacca, la szlachta.
Dopo aver studiato con il fratello al Collegium Nobilium di Varsavia storia e lingua polacche e filosofia, letteratura e arte a Wilanów, intraprese il Gran Tour d'Europa, visitando la Germania e alcune città dell'Italia, in particolare Roma, dove conobbe Jacques-Louis David, che sarebbe diventato suo amico e che lo avrebbe ritratto a cavallo nel capolavoro riposto al Museo nazionale di Varsavia: Ritratto del conte Stanislao Potocki.
Nel 1781 venne nominato podstoli della corona e partecipò alla guerra russo-polacca del 1792 come deputato liberal-monarchico di Lublino, fece parte del Partito Patriottico e fu amico dell'ambasciatore sassone Alois Friedrich von Brühl, cercò di spingere gli stati tedeschi contro la Russia in aiuto dell'indifesa Polonia.
Potocki fu membro della Società degli amici della scienza, della Commissione nazionale per l'istruzione e del Consiglio di Stato nel 1809.
Il conte organizzò degli scavi archeologici a Laurentum e a Nola, esibendo la sua collezione d'arte romana al museo nazionale; Potocki fu anche autore di romanzi storici sul modello di Walter Scott e di articoli in riviste liberali dell'epoca.

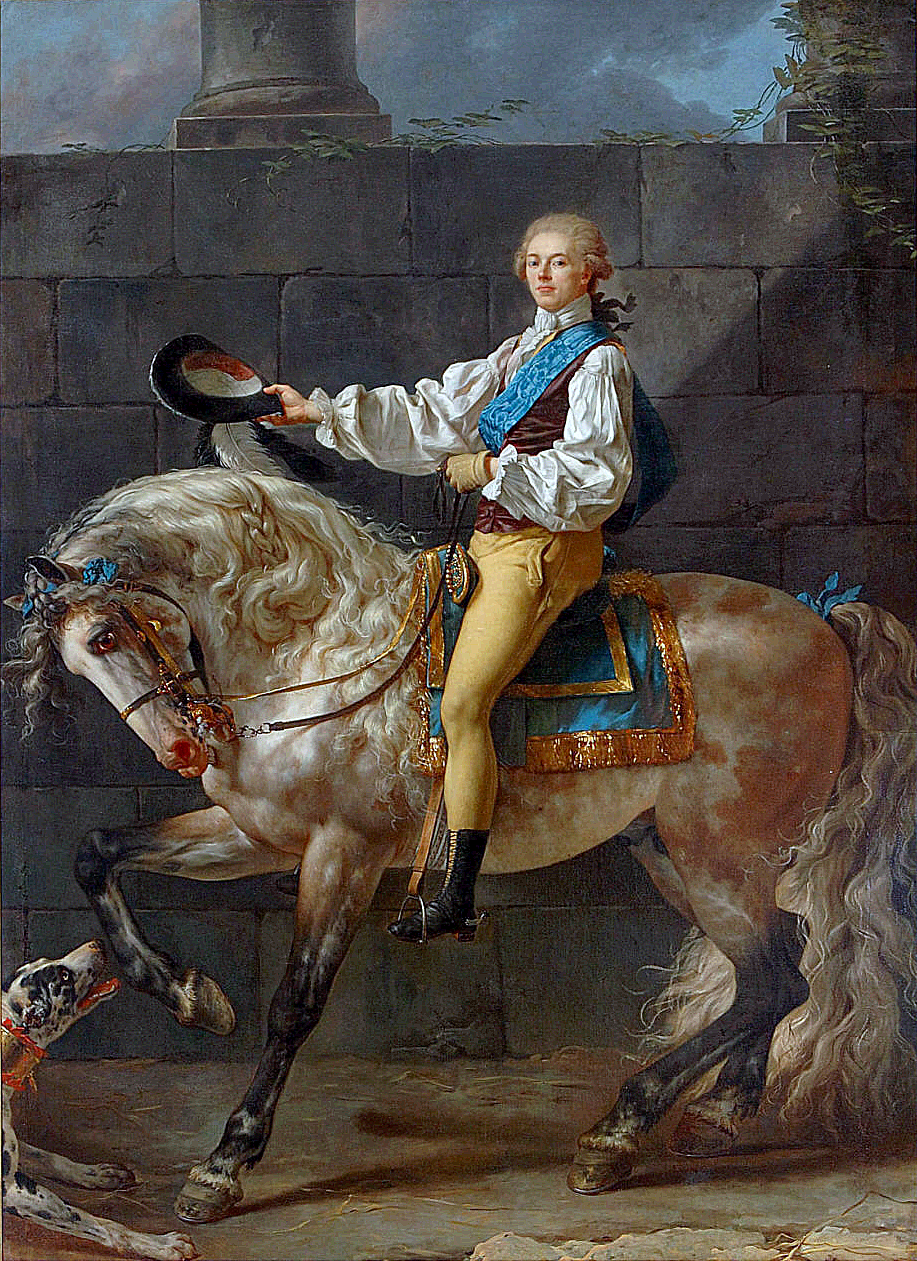
Potocki in un ritratto di Jacques-Louis David

## Onorificenze
- Ordine dell'aquila bianca
- Ordine di San Stanislao
- Ordine di San Luigi
- Legion d'onore
- Ordine dello Spirito Santo